# Montferland (streek)

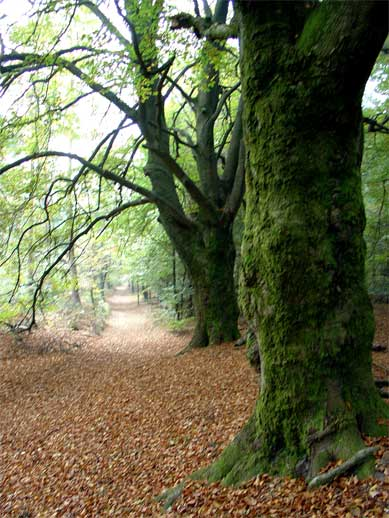
Bergherbos in Montferland

Het Montferland is een heuvelachtig bosgebied in het oostelijk deel van de provincie Gelderland, nabij Zeddam. Het ligt in de Liemers tussen de plaatsen Doetinchem, 's-Heerenberg, Didam en het Duitse Elten. Het gebied wordt vooral bepaald door een aantal heuvels, waarvan de Hettenheuvel met 91,6 meter de hoogste is. Rondom de heuvels liggen akkers die omzoomd zijn met houtwallen en die rijk begroeid zijn met kruiden.
Het gebied is onderdeel van een stuwwal die zich vanaf het Montferland via Kleef en Nijmegen richting Betuwe uitstrekt. Deze stuwwal is gedeeltelijk door de eroderende werking van de Rijn verdwenen maar is in de diepere ondergrond nog aanwezig.
Andere heuvels zijn de Galgenberg met een hoogte van 66,8 meter, de Eltenberg (net over de grens tussen Elten en Stokkum) met een hoogte van 82,4 meter en de Hulzenberg met een hoogte van 84,6 meter. De heuvel Montferland heeft een hoogte van 66,8 meter.
Natuurgebied Montferland bestaat uit het Bergherbos, een gevarieerd bos te midden van de akkers, de Byvanck, een landgoed met een vogelrijk eikenbos waarvan het huis niet toegankelijk is, en het Bevermeer, een gebied met loofbosjes en houtwallen, dat de verbinding vormt tussen Montferland en Veluwezoom. Het gebied wordt beheerd door Natuurmonumenten.
Sinds de gemeentelijke herindeling van 1 januari 2005 is de nieuwe gemeente gemeente Montferland vernoemd naar dit bosgebied. 
De langeafstandsroute het Pieterpad loopt door de streek.

## Externe link

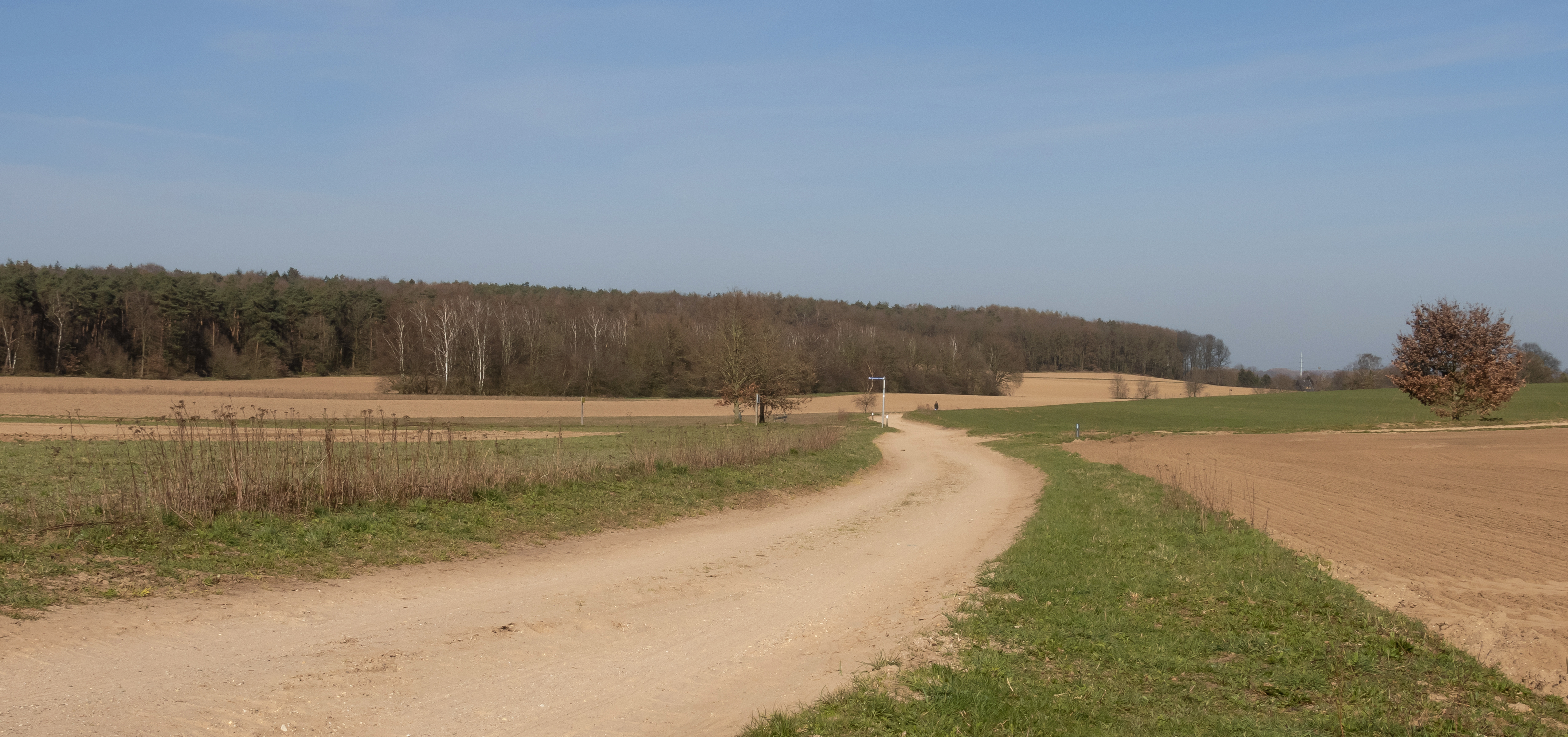
tussen Zeddam en Beek, zicht op de heuvels van het Montferland